# 1867 az irodalomban
Az 1867. év az irodalomban.

## Megjelent új művek

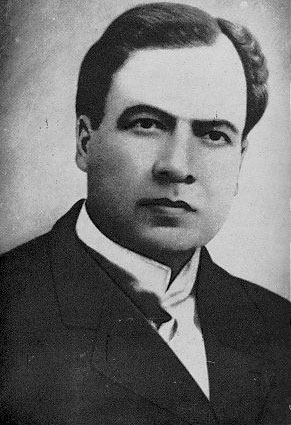
Rubén Darío

Nacume Szószeki

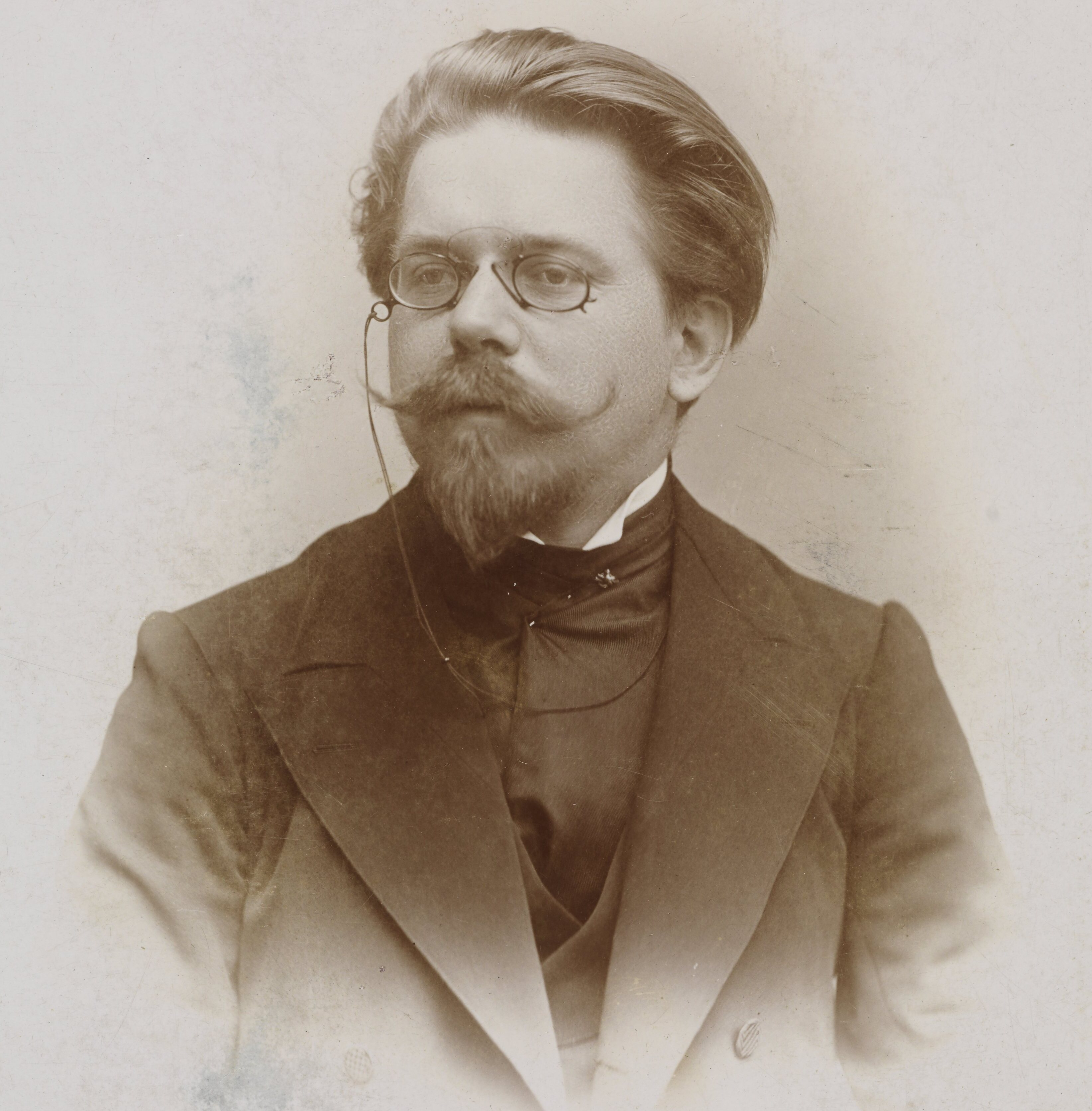
Władysław Reymont

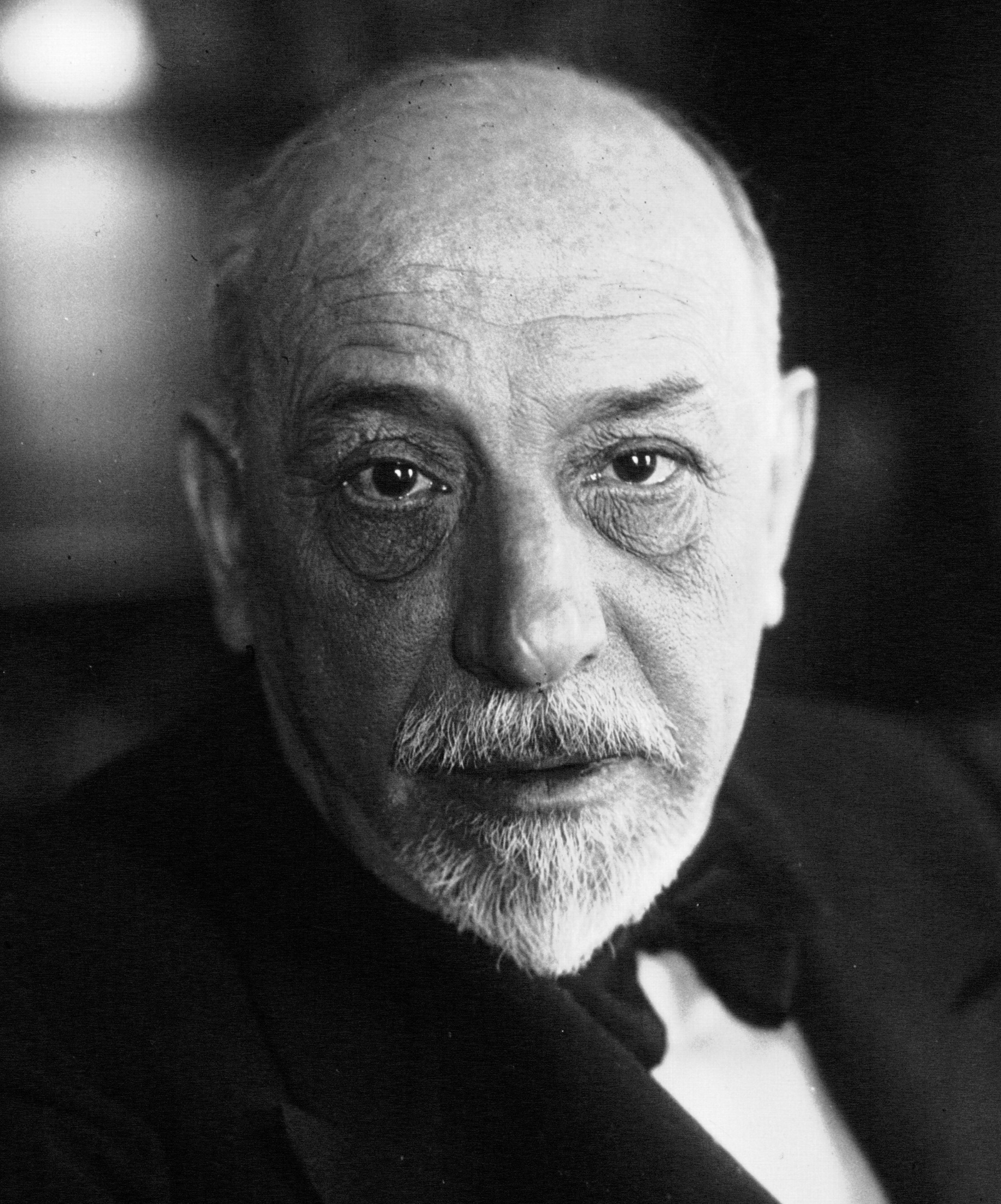
Luigi Pirandello

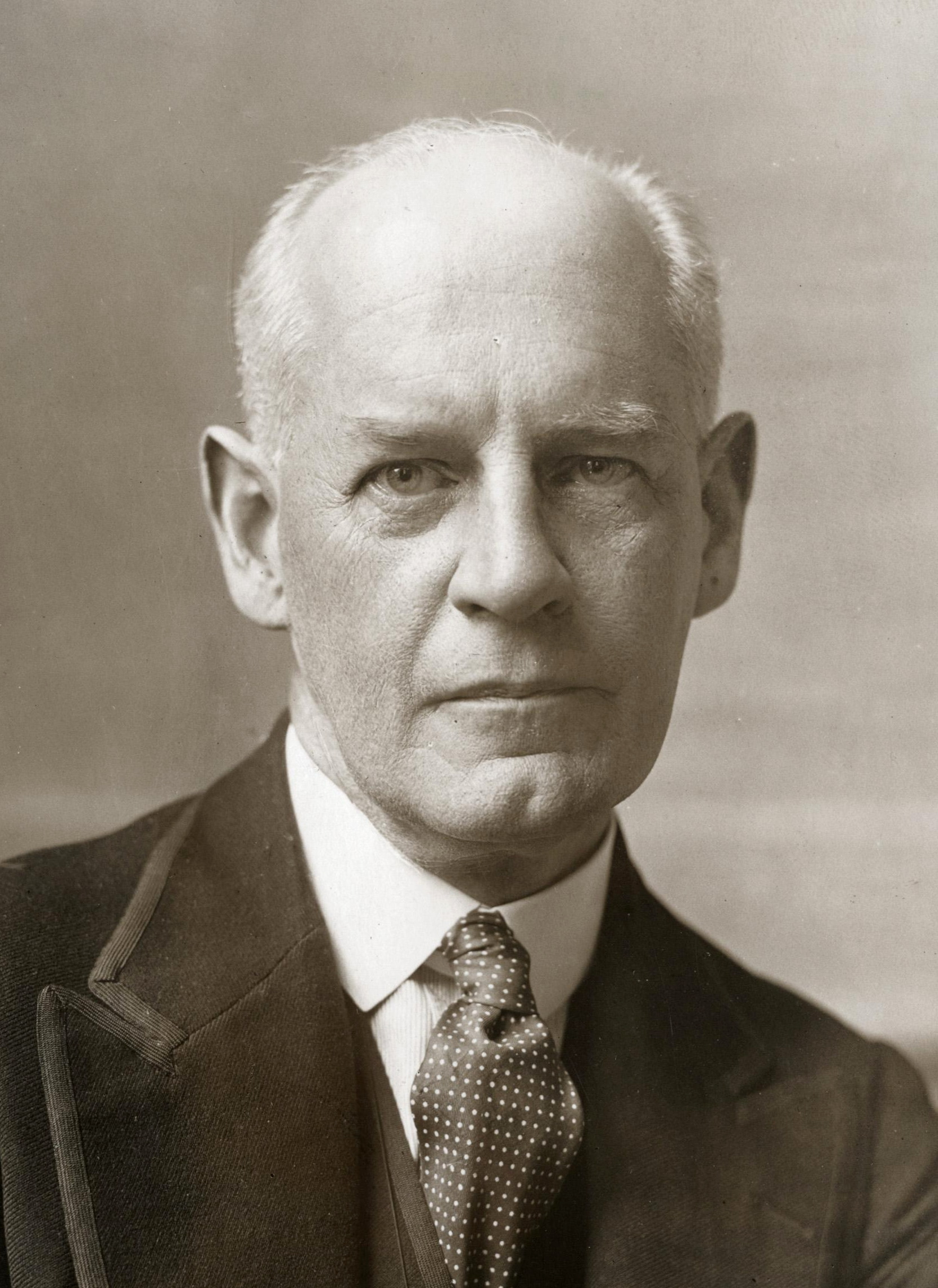
John Galsworthy

- Charles De Coster belga író fő műve: La légende de Thyl Ulenspiegel (Thyl Ulenspiegel legendája)
- Émile Zola regénye: Thérèse Raquin
- Zacharias Topelius svéd nyelvű finn író elbeszéléskötete: Fältskärns berättelser (Egy felcser elbeszélései)[1]
- Ivan Turgenyev regénye: Füst (Дым)

### Költészet
- Matthew Arnold angol költő, kritikus, pedagógus verseskötete: New Poems (Új versek)
- Jan Neruda cseh költő, író kötete: Knihy veršů (Versek könyve)

### Dráma
- Megjelenik Henrik Ibsen drámai költeménye, a Peer Gynt
- Alekszej Konsztantyinovics Tolsztoj orosz író, költő, drámaíró tragédiája: Rettegett Iván halála (Смерть Иоанна Грозного), bemutató Szentpéterváron (a cenzor által megrövidített szöveggel)[2]

### Magyar nyelven
- Arany János Összes költeményeinek első kiadása (hat kötet)
  - Verseiből: Szondi két apródja
- Gyulai Pál elbeszéléseinek gyűjteménye: Vázlatok és képek; benne kisregénye: Egy régi udvarház utolsó gazdája (először 1857-ben jelent meg a Magyar Posta című lapban)[3]
- Arany János két újabb drámafordítása jelenik meg a teljes magyar Shakespeare-sorozat keretében:
  - Hamlet, dán királyfi (a sorozat nyolcadik kötete)
  - János király (a sorozat tizennegyedik kötete)

## Születések
- január 18. – Rubén Darío nicaraguai író, költő, politikus, a dél-amerikai modernizmus kiemelkedő alakja († 1916)
- február 7. – Laura Ingalls Wilder amerikai írónő († 1957)
- február 9. – Nacume Szószeki, a Meidzsi-kor egyik első regényírója, munkásságának köszönhető a realista regény meggyökerezése Japánban († 1916)
- május 7. – Władysław Reymont irodalmi Nobel-díjas (1924) lengyel író, a Parasztok című regény szerzője († 1925)
- május 8. – Margarete Böhme német író, forgatókönyvíró († 1939)
- június 28. – Luigi Pirandello Nobel-díjas (1934) olasz drámaíró, novellista († 1936)
- július 23. – Kóda Rohan japán író, tudós, esszéista, költő († 1947)
- augusztus 14. – John Galsworthy Nobel-díjas angol író, drámaíró, A Forsyte Saga szerzője († 1933)
- szeptember 15. – Petr Bezruč cseh költő, író († 1958)
- október 2. – Božena Slančíková-Timrava szlovák írónő († 1951)
- december 5. – Antti Amatus Aarne finn mesekutató († 1925)

## Halálozások
- augusztus 31. – Charles Baudelaire francia költő, esszéíró, műfordító (* 1821)
- december 11. – Bérczy Károly író, költő, műfordító (* 1821)